# Agropoli
Agropoli és un municipi italià, situat a la regió de Campània i a la província de Salern al mar Tirrena. L'any 2007 tenia 20.307 habitants. El 2004 va obtenir el títol de ciutat.
És un important centre costaner situat a la regió de Cilento, a les portes occidentals del Parc Nacional Cilento, Vallo di Diano i Alburni, al mar Tirrè a l'extrem sud del golf de Salern.
La vila està coronada pel centre històric, que conserva el nucli antic, la major part de les muralles i la portalada del segle xvii. S'hi accedeix per la pujada dels scaloni, un dels pocs exemples de pujada esglaonada que queden, i la porta monumental, ben conservada.